# SB1047
最先端人工知能モデルのための安全かつ確実なイノベーション法（英語: The Safe and Secure Innovation for Frontier Artificial Intelligence Models Act、SB1047）は、2024年のカリフォルニア州議案である。「未だ存在が知られていないほど高度なAIモデルによる壊滅的な損害のリスクを軽減する」ことを目的としている。具体的には、訓練に1億ドル以上のコストがかかり、10の26乗回を超える整数または浮動小数点演算の計算能力を使用して訓練されたモデルに適用される。SB1047は、企業の所在地に関係なく、カリフォルニア州で事業を行うすべてのAI企業に適用される。この法案は、内部告発者に対する保護を設け、カリフォルニア州政府業務局の監督の下、開発者がリリース前にモデルのリスクアセスメントを実施することを要求している。また、スタートアップ、研究者、コミュニティグループ向けのカリフォルニア大学の公共クラウドコンピューティングクラスタであるCalComputeも設立する。

## 背景
2020年代におけるAIシステムの能力のAIブーム、特に2022年11月のChatGPTのリリースは、一部の研究者や一般の人々に、汎用人工知能による人類滅亡のリスクへの懸念を表明させた。この立場を支持する人々は、しばしばAI「ドゥーマー（Doomer）」と呼ばれる。この脅威の妥当性については広く議論されている。AI規制は、偏見やプライバシー侵害を防ぐためにも提唱されることがある。しかし、規制の虜につながる可能性があるとして批判もされている。OpenAIのような大規模AI企業による規制の虜囚は、小規模な競合他社と一般大衆を犠牲にして、大企業の利益を促進する規制である。
2023年5月、数百人のテクノロジー企業幹部とAI研究者がAIによる絶滅リスクに関する声明に署名した。この声明には、「AIによる絶滅のリスクを軽減することは、パンデミックや核戦争などの他の社会規模のリスクと並んで、世界的な優先事項であるべきだ」と書かれている。この声明には、最も多く引用されているAI研究者であるジェフリー・ヒントンとヨシュア・ベンジオ、サム・アルトマン（OpenAI CEO）、デミス・ハサビス（Google DeepMind CEO）、ダリオ・アモデイ（Anthropic CEO）などの業界関係者が署名した。他の多くの専門家は、生存に関する懸念は誇張され非現実的であると考えている。また、例えば差別的な自動意思決定など、AIの短期的な害から目をそらすものだと考えている。有名な話として、サム・アルトマンは同じ月の公聴会で議会にAI規制を強く要請した。いくつかのテクノロジー企業は、AI安全性サミットやAIソウルサミットなどで、安全性試験を実施するという自主規制を行っている。
カリフォルニア州のニューサム知事とバイデン大統領は、2023年に人工知能に関する大統領令を発令した。上院議員のスコット・ウィーナーは、SB1047はバイデン大統領令（14110）に大きく依拠しており、AI安全性に関する統一された連邦法がないことが動機付けとなっていると述べた。カリフォルニア州は以前にも、議会による行動がない中で、消費者プライバシー法やインターネット中立性法など、技術的問題に関する法律を制定している。